# Un hombre llamado Ove (película)
Un hombre llamado Ove (sueco: En man som heter Ove) es una película sueca de drama y comedia dirigida por Hannes Holm y estrenada el 25 de diciembre de 2015. Está basada en la novela homónima escrita por Fredrik Backman. La cinta fue galardonada como mejor comedia europea en los Premios del Cine Europeo de 2016.

## Sinopsis
Ove (Rolf Lassgård) es un hombre gruñón de 59 años que ha perdido la fe en el mundo, e incluso en sí mismo. Debido a que su esposa Sonja ha fallecido recientemente de cáncer, a que antes había perdido a su bebé en un accidente de autobús y que finalmente es despedido de su trabajo tras 43 años y empieza a vivir solo, Ove trata de suicidarse varias veces, fracasando siempre en sus intentos, pues éstos son frustrados ya sea por los vecinos o por algún otro motivo. Sin embargo, su visión negativa y rencorosa de la sociedad será puesta a prueba cuando conozca a Parvaneh, una mujer iraní que se muda a la casa vecina con su familia. Con el tiempo, ambos compartirán muchas experiencias, e incluso Ove llegará a ser capaz de contarle su triste pasado y, de esta manera, todos comprenderán la razón de su carácter.

## Reparto
- Rolf Lassgård como Ove.
- Bahar Pars como Parvaneh.
- Filip Berg como Ove de joven.
- Ida Engvoll como Sonja.
- Tobias Almborg como Patrick (Lufsen).
- Klas Wiljergård como Jimmy.
- Chatarina Larsson como Anita.
- Börje Lundberg como Rune.
- Stefan Gödicke como el padre de Ove.

## Acogida de la crítica
La película recibió críticas generalmente favorables: Rotten Tomatoes arrojó una calificación del 92%, y Metacritic una puntuación de 69. Washington Post, Chicago Tribune y Rogerebert.com también emitieron críticas positivas. Los críticos han señalado que Un hombre llamado Ove está bien realizada y es capaz de conmover al público y hacer que éste no pueda retener las lágrimas.

## Premios y candidaturas
| Premios                                    | Fecha                   | Categoría                                | Nominado/a                                                 | Resultado |
| ------------------------------------------ | ----------------------- | ---------------------------------------- | ---------------------------------------------------------- | --------- |
| Cabourg Film Festival                      | 11 de junio de 2016     | Premio de audiencia                      | Un hombre llamado Ove                                      | Ganador   |
| Premios del Cine Europeo                   | 10 de diciembre de 2016 | Comedia europea                          | Un hombre llamado Ove                                      | Ganador   |
| Guldbagge                                  | 18 de enero de 2016     | Mejor Película                           | Annica Bellander y Fredrik Wikström Nicastro (Productores) | Nominados |
| Guldbagge                                  | 18 de enero de 2016     | Actor en papel principal                 | Rolf Lassgård                                              | Ganador   |
| Guldbagge                                  | 18 de enero de 2016     | Mejor Actriz                             | Bahar Pars                                                 | Nominada  |
| Guldbagge                                  | 18 de enero de 2016     | Mejor fotografía                         | Göran Hallberg                                             | Nominada  |
| Guldbagge                                  | 18 de enero de 2016     | Mejor peinado y maquillaje               | Eva von Bahr y Love Larson                                 | Ganadores |
| Guldbagge                                  | 18 de enero de 2016     | Mejor efectos visuales                   | Torbjörn Olsson                                            | Nominado  |
| Guldbagge                                  | 18 de enero de 2016     | Premio de audiencia                      | Un hombre llamado Ove                                      | Ganador   |
| Houston Film Critics Society               | 6 de enero de 2017      | Mejor película extranjera                | Un hombre llamado Ove                                      | Nominado  |
| Satellite Awards                           | 19 de febrero de 2017   | Satellite a la Mejor película extranjera | Un hombre llamado Ove                                      | Nominado  |
| St. Louis Gateway Film Critics Association | 18 de diciembre de 2016 | Best Foreign Language Film               | Un hombre llamado Ove                                      | Nominado  |
| Premios Óscar                              | 26 de febrero de 2017   | Best Foreign Language Film               | Un hombre llamado Ove                                      | Nominado  |
| Premios Óscar                              | 26 de febrero de 2017   | Mejor maquillaje y peluquería            | Eva von Bahr y Love Larson                                 | Nominado  |